# Varanus yemenensis
Varanus yemenensis este o specie de reptile din genul Varanus, familia Varanidae, descrisă de Böhme, Joger și Schätti 1989. Conform Catalogue of Life specia Varanus yemenensis nu are subspecii cunoscute.